# Leuscheid (Windeck)

Die Leuscheider Ortsteile 1900

Leuscheid auf einer Postkarte von 1906

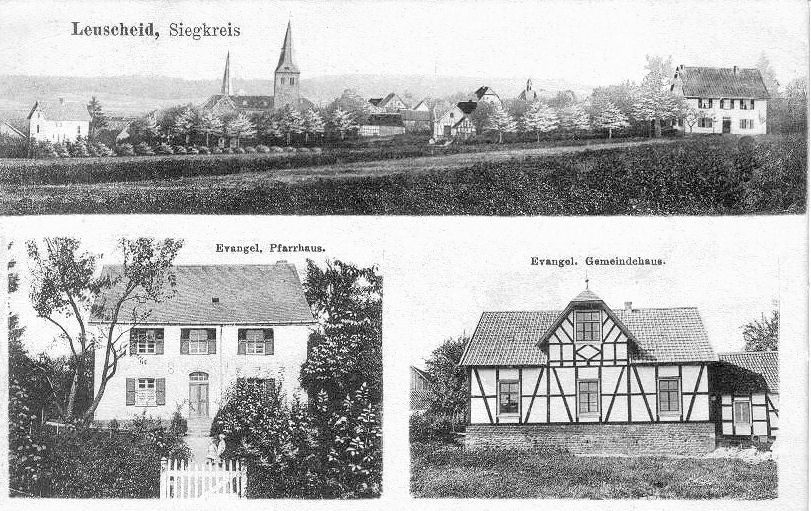
Alte Leuscheider Postkarte von 1905

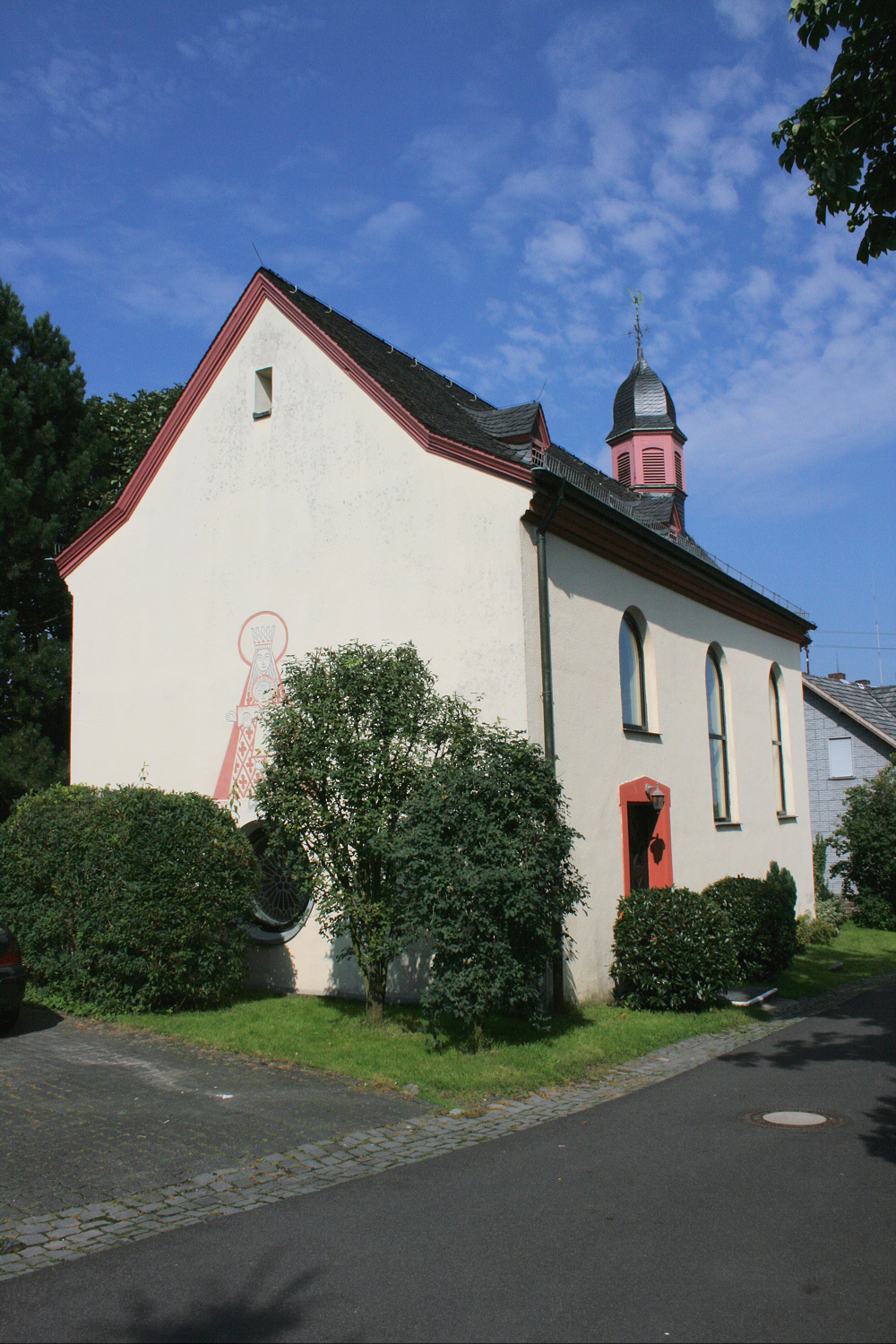
Kirche Mariä Heimsuchung aus dem Jahr 1717

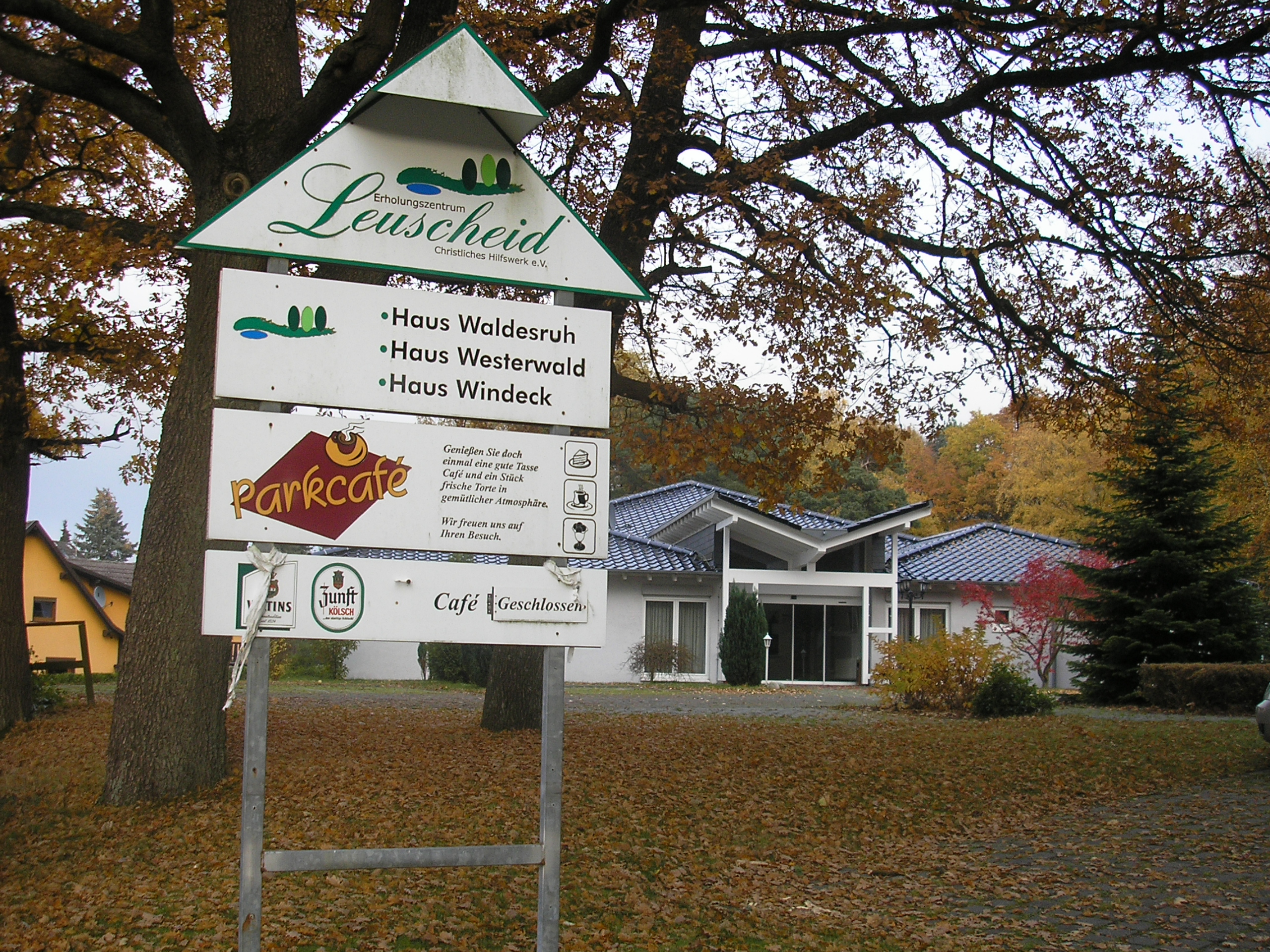
Erholungszentrum Leuscheid (geschlossen)

Leuscheid ist ein evangelisches Kirchdorf in der Gemeinde Windeck im Rhein-Sieg-Kreis in Nordrhein-Westfalen. Der Ort liegt auf dem gleichnamigen Höhenzug Leuscheid.

## Lage
Leuscheid liegt auf den Höhen des gleichnamigen Ausläufers des Westerwald. Es ist über die L 312 mit Herchen verbunden und über die K 7 mit Rosbach und Weyerbusch.

## Geschichte
Der Ort Leuscheid wurde urkundlich erstmals 1131 als Liuuenskeit erwähnt. Die Leuscheider Kirche wurde damals dem Cassius-Stift in Bonn als Besitz bestätigt. Am 23. Januar 1447 verpfändet Herzog Gerhard zu Jülich-Berg die Leuscheider Vogtei an Dietrich Graf zu Sayn.
1565 wurde Leuscheid reformiert. Erster evangelisch-lutherischer Pfarrer war Heinrich Seil.
Im Jahre 1607 kam Leuscheid an die Herzöge von Berg. Nach 1806 zu Zeiten Napoleons Bonaparte gehörte die Gegend zum Großherzogtum Berg und Leuscheid als Mairie gehörte zum Kanton Eitorf. 1808 wurden die Kirchspiele Herchen und Leuscheid zur Munizipalität Herchen zusammengelegt, da sich nicht genug Personen für zwei Verwaltungen finden ließen. Die damals zum Kirchspiel Leuscheid gehörenden Honschaften Halscheid und Geilhausen wurden auf Eingabe der 440 Einwohner nicht mit dem Kirchspiel Leuscheid der Munizipalität Herchen zugeschlagen, sondern der Munizipalität Dattenfeld. Begründung waren die Wegstrecke von drei Stunden, die Unpassierbarkeit der Sieg und die Zugehörigkeit zur Pfarre Rosbach. Von 1810 bis zur kommunalen Gebietsreform 1969 gehörte Leuscheid dann zur Gemeinde Herchen.
Gleichnamig ist der südlich gelegene bewaldete Höhenzug Leuscheid, der zwischen der alten Frankfurter Straße und Sieg von Hennef nach Weyerbusch führt. Der Leuscheid wurde wie der am anderen Siegufer gelegene Nutscheid während des Zweiten Weltkriegs als Abschussbasis für V1-Raketen genutzt.
Die Reichsarbeitsdienst-Abteilung 4/319 errichtete in Leuscheid im Jahre 1936 ein Barackenlager mit dem Namen „Schlageter“. Nach dem Zweiten Weltkrieg errichtete man dort an gleicher Stelle ein Heim zur Erholung für Kriegsversehrte. Heute steht dort das Gebäude des Christlichen Hilfswerks in Leuscheid. Die Einrichtung ist inzwischen geschlossen.
Heute gehören zu Leuscheid auch die ehemals selbständigen Ortsteile Reidershof, Bonhof und Niederleuscheid.

### Die Huldigung von 1730/31
Kurfürst Karl Philipp von Pfalz-Neuburg, der auch Herzog von Jülich-Berg war, hatte keinen männlichen Nachkommen und wollte daher seinen Bruder Franz Ludwig als Erben einsetzen. Zu diesem Zweck befahl er im Jahre 1730 seinen Amtmännern die Untertanen einen „Eventual-Huldigungseid“ leisten zu lassen.
Am 21. Juli 1730 erhielt der Amtmann von Windeck, Maximilian Heinrich Graf von Velbrück, die Anweisung, von hiesigen Beamten und Gerichtsschreibern den „Eventual Huldigungsaydt“ zu fordern, die dann ihrerseits im Januar 1731 Listen der Personen aufstellten, die zum Huldigungseid verpflichtet waren. Diese Listen wurden dann von den Pfarrern der jeweiligen Kirchen sonntags von der Kanzel öffentlich verlesen. Die Huldigungslisten des Amtes Windeck umfassen ca. 3000 Personen. In der Regel sind nur Vor- und Familiennamen der Familienoberhäupter angegeben, selten ein Beruf. Das Amt Windeck galt als das ärmste Land im sonst reichen Herzogtum Jülich-Berg. Seine Bewohner waren durchweg kleine Bauern oder Handwerker, die wenigen besser gestellten Personen wurden in den Huldigungslisten als Herr(en) bezeichnet.
Für den Bereich im Kirchspiel Leuscheid wurde die Liste durch Ernst Wilhelm Becker zusammengestellt, den in Werfen wohnenden Schultheiß zu Leuscheid. Die Anzahl der Feuerstellen (Wohnhäuser) im Kirchspiel Leuscheid betrug 143, aufgegliedert in die Ortschaften
| - Leuscheid 17 - Alsen 17 - Niederleuscheid 7 - Werfen 15 - Reidershof 4 | - Kuchhausen 12 - Mittelirsen 14 - Kocherscheid 8 - Ehrentalsmühle 6 - Dahlhausen 12 | - Schabernack 6 - Leidhecke 3 - Locksiefen 9 - Niedersaal 6 - Obersaal 7 |

## Kirchen

### Evangelische Kirchengemeinde
Die Evangelische Kirche, die ursprüngliche Leuscheider Marienkirche aus dem 12. Jahrhundert, wurde 1982 unter Denkmalschutz gestellt.

### Katholische Kirchengemeinde
Als erster katholischer Kirchenbau nach der Reformation wurde im Jahr 1717 eine kleine Marienkirche (Sankt Mariä Heimsuchung) im barocken Stil erbaut. Die beiden Kirchenglocken stammen von Willibrord Stocky, Jülich und Saarburg (1780) und Christian Claren aus Sieglar (1868), die Kirchenfenster von unbekannten Künstlern aus den Jahren 1900 und 1950. Diese sogenannte Alte Marienkapelle (Mariä Heimsuchung) wurde 1987 unter Denkmalschutz gestellt und 1991 von Grund auf restauriert. Zusätzlich wurde 1970 die sogenannte Neue Kirche eröffnet.

## Sehenswürdigkeiten
- Sehenswert ist der Basaltsteinbruch im Nachbarort Kuchhausen.
- Die Ringwälle bei Alsen.
- Der Heilbrunnen in der Ohmbach.

## Persönlichkeiten
- August Sander (1876–1964), Photograph. Verlegte ab 1942 seinen Wohnsitz aufgrund der zunehmenden Bombenangriffe nach Kuchhausen. Hier lebte er bis 1963. Weltbekannt wurde er mit dem Porträtwerk „Menschen des 20. Jahrhunderts“. Am 4. Oktober 2003 wurde ihm zu Ehren in Leuscheid der August Sander-Platz eingeweiht.
- Helga Paetzold (1933–1990), Kunstweberin. Ihre Urne wurde in Leuscheid (Windeck) beim Grab ihrer Eltern (Hildegard und Herbert Paetzold) beigesetzt.